# Esther Elisabeth de Waldkirch
Esther Elisabeth de Waldkirch (* 8. November 1660 in Genf; † 1. November 1728 ebenda) war eine Schweizer Philosophin.

## Leben und Familie
Esther Elisabeth war die Tochter des wohlhabenden Genfer Bankiers Johann Ludwig de Waldkirch und der Elisabeth Peyer mit den Wecken, die beide Bürgergeschlechtern der Stadt Schaffhausen entstammten. Sie erblindete als Kleinkind und wurde von ihrem Vater sehr gefördert. Mit in Holz geschnitzten Buchstaben erlernte sie Lesen und Schreiben. Verschiedene Absolventen der Universität Basel wurden ihre Hauslehrer. Dazu zählte auch Jacob Bernoulli, bei dem sie unter anderem den Cursum logicum et physicum  und Johannes Wollebs Compendium theologiae christianae absolvierte. Sie sprach Französisch, Deutsch, Italienisch und konnte sich fliessend auf Latein unterhalten. Die Bibel kannte sie in weiten Teilen auswendig. Daneben spielte sie mehrere Instrumente und war im Singen geistlicher Lieder geübt.
Waldkirch war in theologischen und philosophischen Fragen bewandert und korrespondierte mit den Gelehrten ihrer Zeit. Die ihrerzeit aufkommende sensualistische Philosophie lehnte sie ab. Waldkirch blieb ledig und es heisst, sie habe ihr Elternhaus nie verlassen.